# غيوار الخلع (الشحر)
'

تعديل مصدري - تعديل

غيوار الخلع هي إحدى قرى عزلة الشحر بمديرية الشحر التابعة لمحافظة حضرموت، بلغ تعداد سكانها 50 نسمة حسب تعداد اليمن لعام 2004.